# Valentina Nappi
Valentina Nappi (6. studenog 1990.) talijanska je pornografska glumica. Rođena je u Scafatiju, blizu Salerna, gdje je diplomirala. Nappi je glumica i model te je napisala eseje o stanju i muškaraca i žena u današnjem društvu. Premda najpoznatija po ulogama u pornografskim filmovima, Nappi je poznata i kao „pornozvijezda intelektualka”.
Nappi, koja je ateist, udala se za Giovannija Lagnesea, a smatra se panseksualnom.